# Egenolfia appendiculata
Egenolfia appendiculata là một loài thực vật có mạch trong họ Lomariopsidaceae. Loài này được (Willd.) J. Sm. mô tả khoa học đầu tiên năm 1866.